# Phyllobrotica signata
Phyllobrotica signata là một loài bọ cánh cứng trong họ Chrysomelidae. Loài này được Mannerheim miêu tả khoa học năm 1825.